# José López Portillo
José López Portillo y Pacheco (ur. 16 czerwca 1920 w mieście Meksyk, zm. 17 lutego 2004) – meksykański polityk, prezydent Meksyku.
López Portillo studiował prawo na Narodowym Uniwersytecie Autonomicznym (UNAM) w mieście Meksyk.
Sprawował funkcje w administracji państwowej w okresie prezydentury Gustavo Díaza Ordaza i Luisa Echeverría Álvareza; od 1971 był ministrem finansów. W grudniu 1976 zastąpił Luis Echeverríę na stanowisku prezydenta (z ramienia Partii Instytucjonalnej).
Prowadził politykę tworzenia nierolniczych miejsc pracy, eksploatacji zasobów ropy i gazu ziemnego, rozwoju przemysłowego i kreowania rynku przyjaznego inwestycjom zagranicznym. Wielka inwestycja wydobywcza i umocnienie państwowego przedsiębiorstwa zajmującego się wydobyciem i eksportem ropy naftowej – Petróleos Mexicanos (Pemex), zakończyła się niepowodzeniem, znacznym wzrostem długu zagranicznego, galopującą inflacją.
Przez swoich przeciwników jest oskarżany o skorumpowanie życia politycznego a jego administracja uważana za jedną z najbardziej skompromitowanych. Jedną z jego ostatnich i najbardziej kontrowersyjnych decyzji był projekt nacjonalizacji systemu bankowego.
Przeprowadził także reformę parlamentu; liczba deputowanych wzrosła do 400, przy jednoczesnym zapewnieniu partiom opozycyjnym (innym niż Partia Instytucjonalna) 100 miejsc.
Po upływie 6-letniej kadencji na stanowisku prezydenta zastąpił go w grudniu 1982 Miguel de la Madrid.
José López Portillo y Pacheco napisał literacką wersję legendy o Quetzalcoatlu podkreślając przede wszystkim ludzkie cechy tej mitycznej postaci.